# Phasmomantis basalis
Phasmomantis basalis är en bönsyrseart som beskrevs av Carl Stål 1877. Phasmomantis basalis ingår i släktet Phasmomantis och familjen Mantidae. Inga underarter finns listade i Catalogue of Life.